# كيرلي نيل
كيرلي نيل (بالإنجليزية: Curly Neal)‏ مواليد 19 مايو 1942 في غرينزبورو، هو لاعب كرة سلة أمريكي سابق. بدأ مسيرته الاحترافية في سنة 1963. حمل الرقم 22. يبلغ طوله 6 قدم 1 بوصة (1.9 م). اعتزل اللعب في 1985. لعب مع هارلم غلوبتروترز.

## روابط خارجية
- كيرلي نيل على موقع IMDb (الإنجليزية)
- كيرلي نيل على موقع قاعدة بيانات الفيلم (الإنجليزية)